# 有奖发票
有奖发票是税务发票发行机关为鼓励纳税人向商家索要发票而采取的措施之一。
根据蒂娜·罗森堡在《纽约时报》上的一篇文章，中国大陆的有奖发票制度有效增加了消费税、企业所得税和总税收，且管理成本低廉，有研究表明增加的税收是彩金总成本的30倍。巴西、智利、马耳他、葡萄牙、斯洛伐克、台湾等地也有类似制度。提供奖励可以有效激励人们完成某件事。与此同时，抽奖制度也受到一些批评，例如用经济手段影响道德。

## 中国大陆

### 北京市
为进一步鼓励消费者索取发票，规范发票开具和使用，营造健康公平的税收环境，北京市国家税务局决定，自2018年4月1日起，将有奖发票试点范围扩大至住宿业、娱乐业、建筑装饰业、房地产中介服务业、餐饮业、交通运输业、快递服务业、物业管理业、旅行社及相关服务业。

### 重庆市
为激发市场主体活力，提振消费信心，维护纳税人合法权益，规范发票的开具和使用，国家税务总局重庆市税务局决定自2020年9月1日起，在重庆市范围内开展有奖发票试点工作。

### 广东省

#### 深圳市
为维护纳税人合法权益，鼓励消费者索取发票，规范发票开具和使用，根据国家税务总局工作部署，自2017年12月1日起在深圳市开展有奖发票试点工作。

### 贵州省
为维护纳税人合法权益，鼓励消费者索取发票，规范发票开具和使用，根据国家税务总局工作安排，国家税务总局贵州省税务局决定，2020年10月9日起在贵州省开展有奖发票推广工作。

### 河北省
为维护消费者合法权益，鼓励消费者索取发票，营造良好的依法治税环境，在河北省部分地区试运行的基础上，国家税务总局河北省税务局决定在河北省范围内试点有奖发票。

### 河南省
为维护纳税人合法权益，鼓励消费者索取发票，规范发票开具和使用，在郑州市，濮阳市试点的基础上，国家税务总局河南省税务局决定，2018年10月1日起在河南省开展有奖发票推广工作。

### 湖北省
为维护纳税人合法权益，鼓励消费者索取发票，规范发票开具和使用，湖北省国家税务局决定，自2017年12月1日起，在湖北省开展有奖发票试点。

### 湖南省
为维护消费者的合法权益，鼓励消费者主动索取发票并查询真伪，防范和打击发票违法违章行为，湖南省财政厅、湖南省国家税务局、湖南省地方税务局决定从2016年10月9日起，在湖南省开展“互联网+发票有奖”活动。

### 山东省
为了维护纳税人合法权益，鼓励消费者索取发票，规范发票开具和使用，自2019年7月1日起，山东省（不含青岛）开展有奖发票活动。

#### 青岛市
为维护纳税人合法权益，鼓励消费者索取发票，规范发票开具和使用，自2020年7月1日起，青岛市税务局将在青岛市范围内开展有奖发票活动。

### 陕西省
为维护纳税人合法权益，鼓励消费者索取发票，规范发票开具和使用，陕西省国家税务局决定在陕西省开展有奖发票试点。

### 上海市
在上海市，統一發票曾是全市范围内，除增值税应税范围之外，其他財務收支的合法憑證之一。該發票涵蓋的機關包含上海市境內所有國營企業、民營事業單位及個體經營者﹔而涵蓋的經濟活動包含了工業、交通、建築、農產品、進口貿易、商業經營及勞務支出等，為學習臺灣的經驗，於1983年開始試行，最小獎為謝謝您(Thank you)、其次是人民幣伍元、拾元、貳拾元。
在中国大陆实施营业税改增值税改革及国地税部门合并改革后，上海市地方税务局不再有统一发票，而改为增值税普通发票、增值税电子普通发票。为维护纳税人合法权益，鼓励消费者索取发票，规范发票开具和使用，根据国家税务总局决定，2017年12月1日起在上海开展有奖发票试点工作。

### 新疆维吾尔自治区

#### 阿克苏市
为维护纳税人合法权益，鼓励消费者索取发票，规范发票开具和使用，防范和打击发票违法行为，促进纳税人合法经营，依法纳税，阿克苏地区税务局拓展“互联网+有奖发票”新模式，通过以票促管，以票促收，全力服务地方经济发展。